# Gymnanthes insolita
Gymnanthes insolita là một loài thực vật có hoa trong họ Đại kích. Loài này được Ferris mô tả khoa học đầu tiên năm 1927.